# Ponts de Moerdijk
Les ponts de Moerdijk sont composés d'un pont routier et de deux ponts ferroviaires franchissant la Hollands Diep, entre les provinces du Brabant-Septentrional et de la Hollande-Méridionale, aux Pays-Bas. Ces ponts assurent la liaison de la route européenne 19 (autoroute A16 aux Pays-Bas) et de deux lignes de chemin de fer (une ligne de passager reliant Dordrecht à Lage Zwaluwe et une pour la HSL-Zuid, la ligne à grande vitesse entre Amsterdam et Anvers) entre Bréda et Dordrecht (plus précisément, l'Île de Dordrecht) en franchissant le cours d'eau sur plus de 1 000 mètres. Ces ponts sont un axe majeur entre l'ouest et le sud des Pays-Bas et des Pays-Bas vers la Belgique et la France.
Les ponts existants (le pont routier et le pont ferroviaire situé à l'extrême droite) avant la Seconde Guerre mondiale furent dynamités durant cette guerre par les Allemands pour éviter que les forces alliées ne l'empruntent. Ils furent reconstruits peu de temps après. Les ponts existants actuels datent pour le pont routier des années 1970 et pour le pont ferroviaire de la ligne passagère des années 1950. C'est en 2005 que le pont pour la ligne à grande-vitesse fut construit ; avant cela, il n'y avait que deux ponts.

## Records

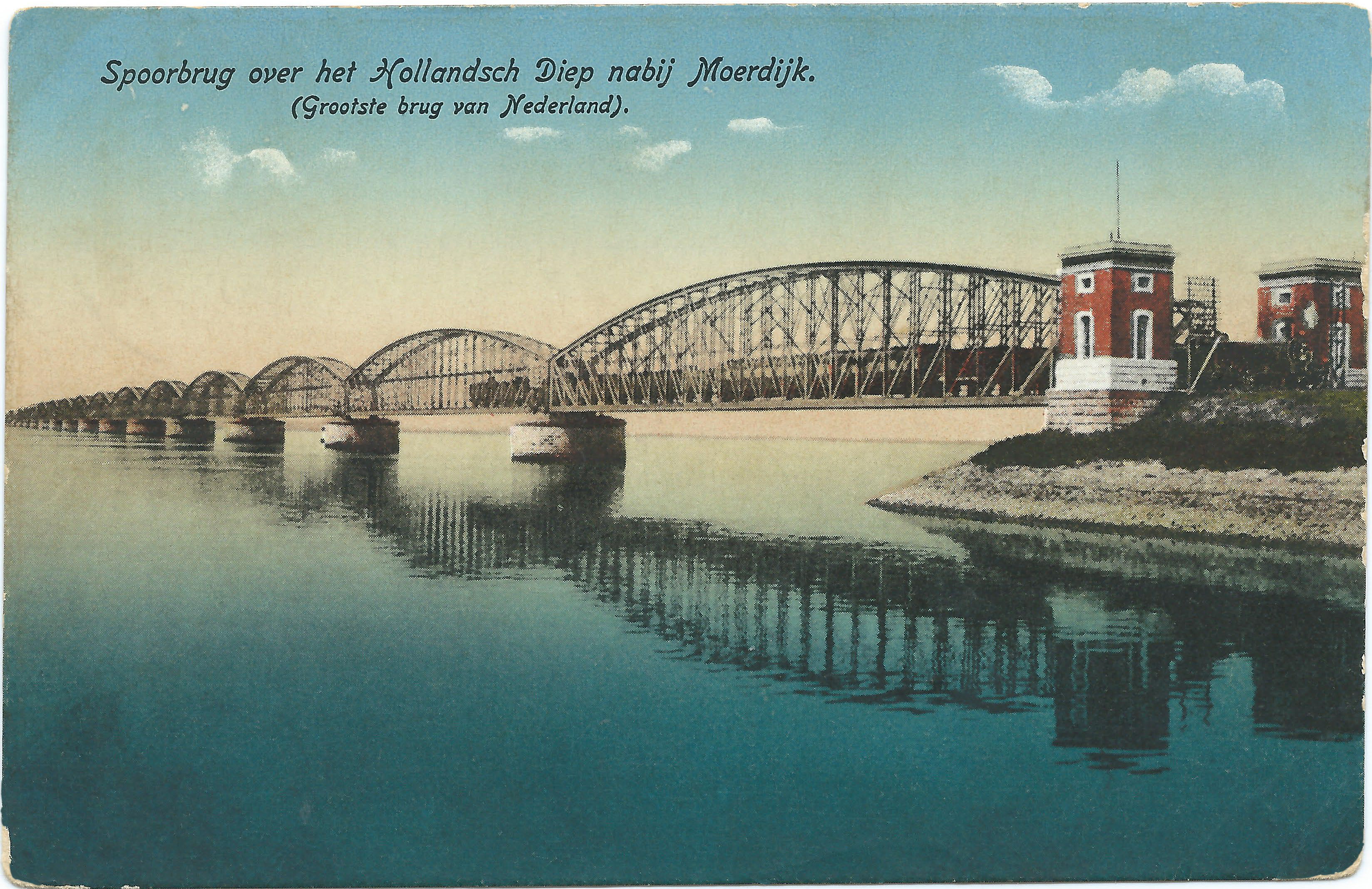
Una carte postale faisant l'éloge du plus grand pont des Pays-Bas.

Lorsque le premier pont ferroviaire fut ouvert le 1er janvier 1872, c'était le plus long d'Europe. Il était par conséquent le pont le plus long des Pays-Bas mais aussi le plus long pont en treillis. En effet, avec ses 14 travées de 100 mètres chacune, le pont ferroviaire était long de 1 400 mètres et était d'une grande prouesse technologique. On le compara ainsi aux grands ponts qui étaient érigés dans les Amériques.

## Histoire

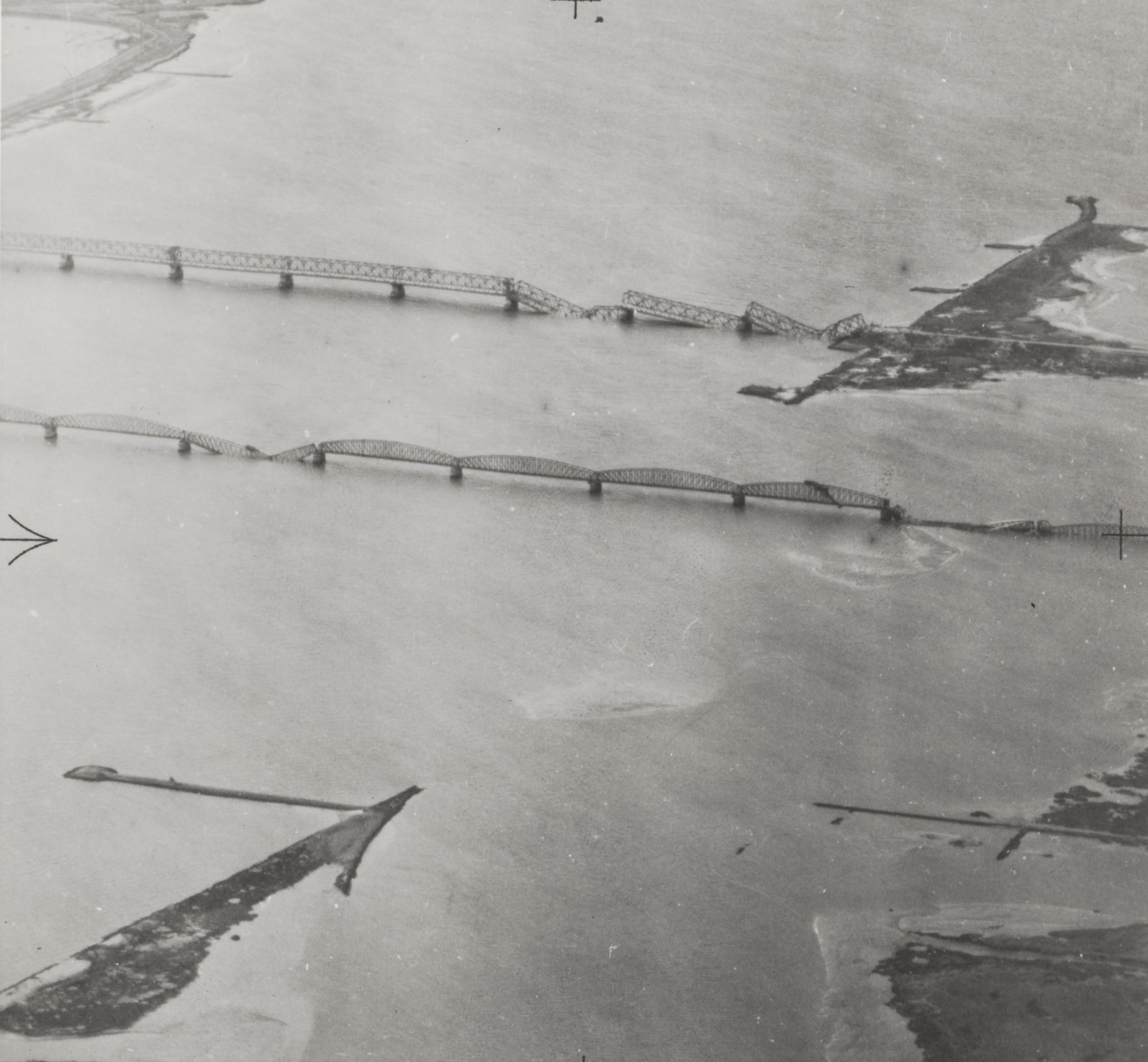
Les ponts bombardés et dynamités pendant la Seconde Guerre mondiale pour ralentir l'avancée des alliés.

Alors que les Allemands commencent à envahir les Pays-Bas à partir du 9 mai 1940, le gouvernement néerlandais déclare la guerre à l'Allemagne. C'est ainsi que plusieurs sites importants sont bombardés par la Luftwaffe et que des parachutistes sont déployés un peu partout sur le territoire, dont au nord et au sud des ponts de Moerdijk. Ils ont été déployés là pour sécuriser les ponts, ils étaient présents notamment à Rotterdam, Dordrecht et La Haye. Avant le déploiement des parachutistes, les ponts ont été bombardés vers quatre heures.

### Pont-rail Hollandsch Diep
Le pont-rail Hollandsch Diep fut gravement endommagé par le dynamitage partiel de l'ouvrage par les Allemands pendant l'hiver de 1944-1945. Il fut en partie détruit pour freiner l'avancée des alliées qui se situaient en Zélande et dans le Brabant.

### Pont-autoroute Hollandsch Diep
Le pont routier de Moerdijk se trouve à la gauche des deux autres ponts. Le premier pont fut inauguré par la reine Wilhelmine des Pays-Bas le 12 décembre 1936. Le pont fut détruit par les Allemands en septembre 1944 pour empêcher les Alliés de s'installer dans les Pays-Bas occidentaux. Il fut dès lors restauré dans un état provisoire juste après la Seconde Guerre mondiale avant de l'être entièrement dans son état d'avant-guerre.
Devenant une route d'importance nationale, le trafic augmenta sans cesse d'années en années, c'est pourquoi en 1978, les anciennes travées en acier furent remplacées par des poutres en acier plus larges. Le pont reçoit le Prix national de l'acier en 1980 pour ces différents aménagements.

## Description des ponts

### Pont-rail Hollandsch Diep

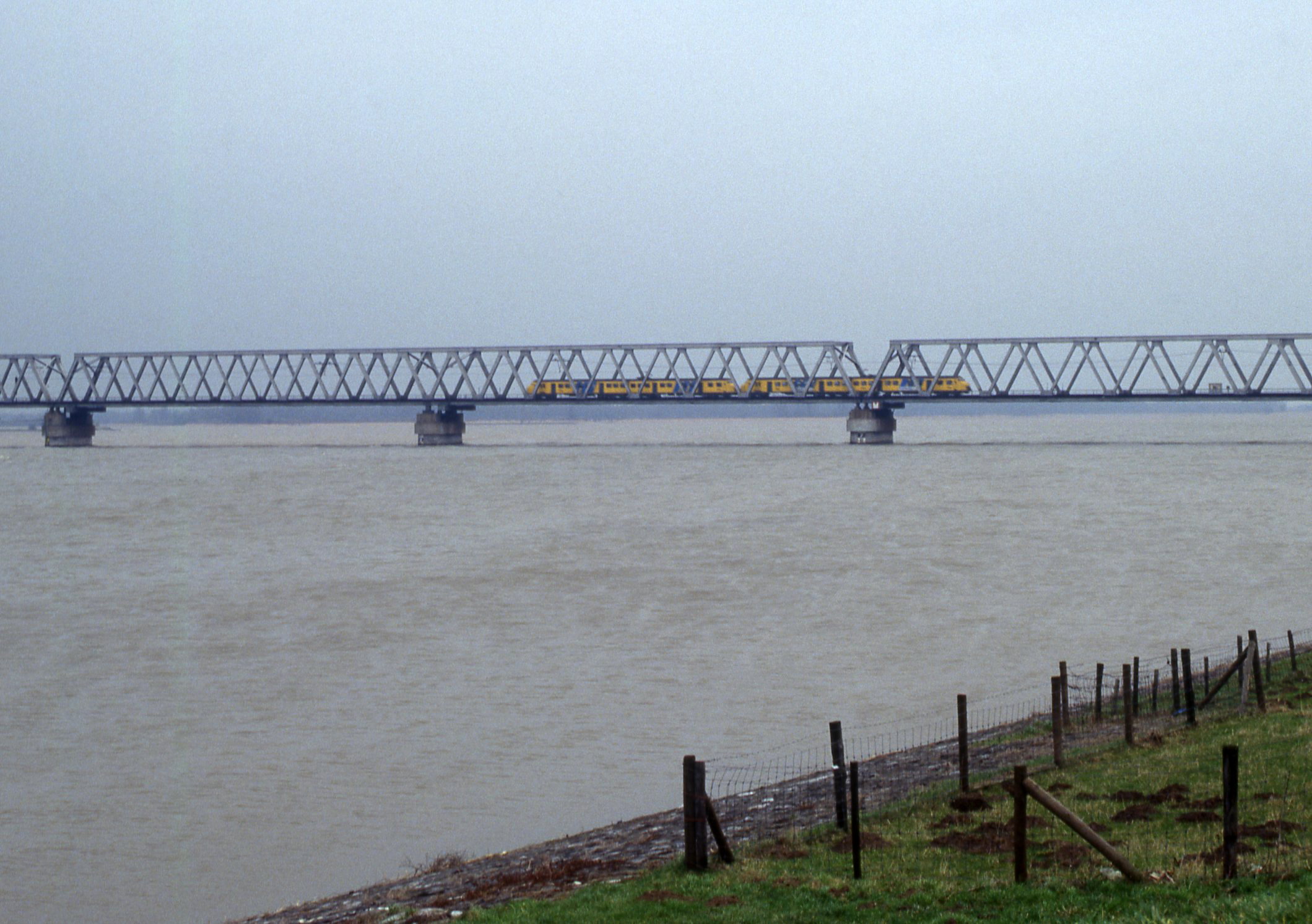
Pont ferroviaire après sa rénovation. Le pont de la ligne à grande vitesse n'existe pas encore, c'est pour ça qu'il n'apparait pas sur cette image.

Le premier pont que l'on rencontre en amont de la Hollands Diep est le pont-rail Hollandsch Diep. C'est le plus vieux des ponts de Moerdijk. Le pont en lui-même date des années 1920, bien que remanié plusieurs fois, notamment après la Seconde Guerre mondiale.
C'est un pont en acier en poutre en treillis avec un tablier inférieur, de type ferroviaire.

### Viaduc Hollandsch Diep
Le deuxième pont que l'on rencontre est le viaduc Hollandsch Diep, situé entre les deux autres ponts de Moerdijk. Il fut achevé en 2005 et permet la traversée de la HSL-Zuid, la ligne à grande vitesse Amsterdam - Anvers.
C'est un pont mixte acier-béton à béquilles en V. La dalle est en béton armé tandis que les poutres sont en acier. Il a une portée principale de 12 m sur 150 m et il est long de 1 190 m. La première et la dernière travées mesurent 70 m tandis que les douze autres travées en mesurent 105.

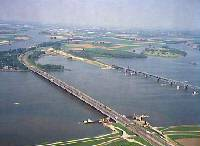
Vue du pont autoroutier.

La conception de l'ouvrage a été faite par Ove Arup & Partners, l'architecte est Benthem Crouwel. Pour ce qui est de la construction, on retrouve comme intervenants : Ballast Nedam N.V., CFE, HBG Hollandsche Beton Groep nv, Maasdiep VOF, Strukton Betonbouw, TBI Beton- en Waterbouw Voormolen B.V., Van Hattum en Blankevoort bv, Van Oord ACZ, Vinci Construction Grands Projets et Waterbouw. En ce qui concerne la construction métallique, on peut citer BAM Steel Structures, Hollandia b.v. et Mercon.

### Pont-autoroute Hollandsch Diep
Le dernier pont, celui situé à gauche, est le pont-autoroutier Hollandsch Diep, permettant la traversée de l'autoroute A16.

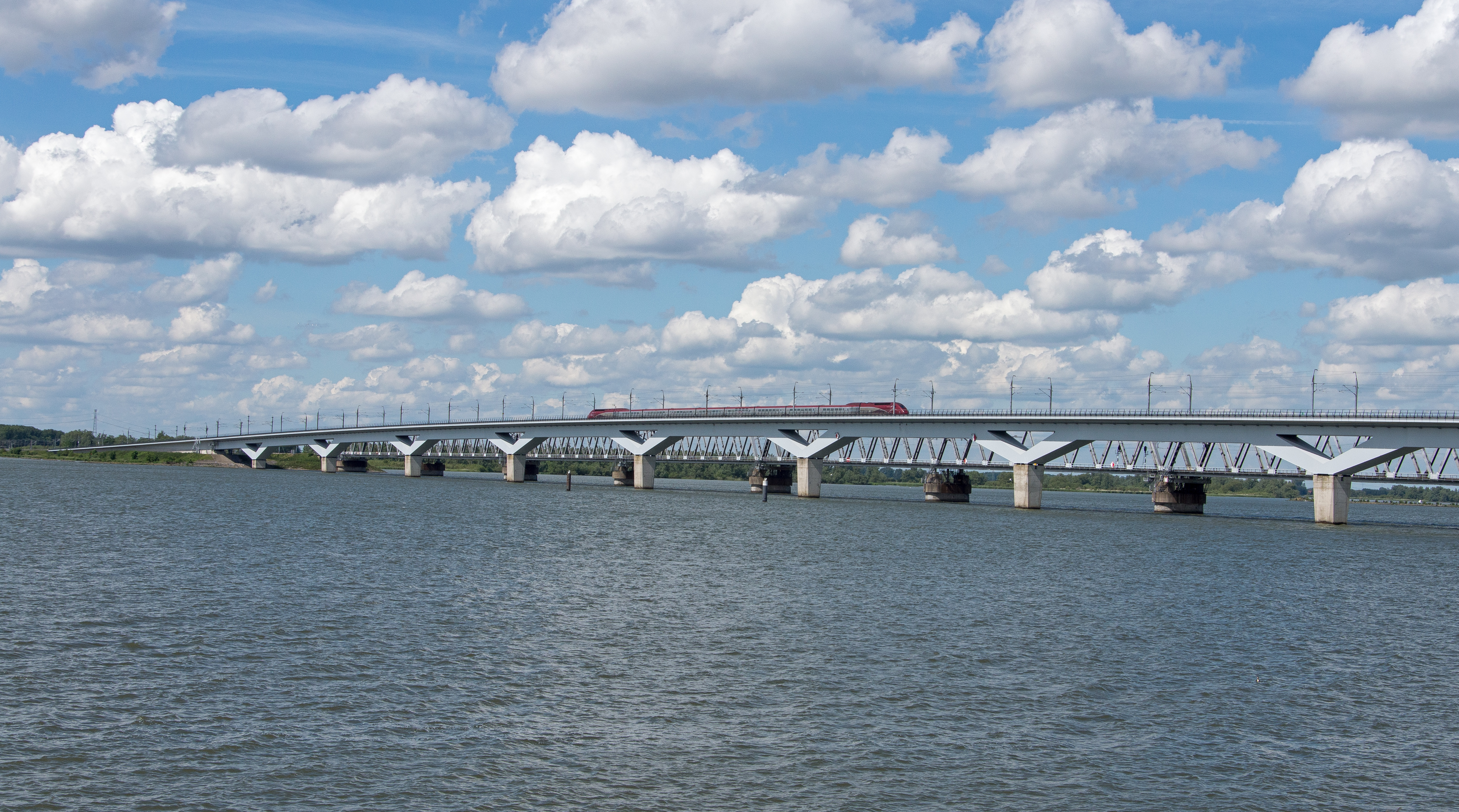
Le viaduc de la ligne à grande vitesse. Derrière, on aperçoit la ligne à trafic ferroviaire normal.

C'est un pont-autoroute en poutre.